# PZL.39
Il PZL.39 era un aereo da caccia ad ala bassa prodotto dall'azienda polacca Państwowe Zakłady Lotnicze (PZL) negli anni trenta e rimasto allo stadio di progetto.

## Storia del progetto
Con l'introduzione in servizio, tra il 1934-1935, del caccia monoplano PZL P.11c la P.Z.L. iniziò il lavoro preliminare sul progetto relativo al suo successore.
Inizialmente venne preso in considerazione, per il combattimento contro i caccia nemici ad alta quota e scorta ai bombardieri in picchiata, il nuovo bimotore PZL.38 Wilk. Ma non fu l'unico tipo di caccia progettato a quel tempo. Il PZL.38 Wilk aveva troppo poca manovrabilità per accettare il combattimento come un caccia classico, e quindi non poté essere considerato come l'unico successore del P.11c.
In più, secondo il progetto del futuro capo del Dipartimento dell'Aeronautica, generale Ludomił Rayski, gli Squadron da caccia dovevano essere divisi tra aerei in grado di operare a bassa quota ("dolne") e quelli in grado di operare ad alta quota ("górne"). Il PZL.38 Wilk fu immediatamente considerato un aeromobile per le operazioni a quote superiori ("górnych").
Nella seconda metà del 1935 (secondo altri nel primo semestre del 1936) l'ingegner Ciołkosz della Państwowe Zakłady Lotnicze iniziò i lavori per il progetto preliminare relativo ad un caccia leggero destinato ad operare a bassa quota, complementare al PZL.38 Wilk. Il nuovo velivolo fu progettato sulla base dell'esperienza acquisita con il precedente caccia addestratore PZL.33.
Il disegno iniziale prevedeva un caccia monoplano ad ala bassa, di costruzione lignea, monoposto ad abitacolo chiuso, con carrello di atterraggio triciclo posteriore retrattile e pattino di coda fisso. Curiosamente il progetto dell'aereo non prevedeva il suo uso invernale (cioè la possibilità di montare degli sci) e il volo notturno. Come unità motrice l'ingegner Ciołkosz aveva originariamente previsto di utilizzare il propulsore britannico de Havilland Gipsy Twelve erogante una potenza di 420 CV. Più tardi, in sede di pianificazione, si progettò di adottare il motore nazionale PZL Foka (progettato dall'ing. Stanislaw Nowkuński) che si pensava potesse fornire 450 CV. All'inizio del 1936 l'ingegner Ciołkosz si trasferì presso la LWS, una succursale della PZL, portando con sé anche il progetto PZL.39. Il velivolo ricevette la nuova denominazione di LWS-1 che però, dopo un breve periodo, in seguito all'acquisizione dello stabilimento Plage & Laśkiewicz, venne ridesignato LWS-4 onde evitare confusione con l'idrovolante Lublin R-XXA. L'ufficio tecnico della LWS aveva previsto che l'aereo avesse una velocità massima di 380 km/h.

## Tecnica

### Struttura
Monoplano ad ala bassa, di costruzione completamente lignea (progetto PZL.39) o mista (progetti LWS-1, LWS-4 e LWS-5). Per i progetti misti era prevista una fusoliera formata da tralicci di tubi d'acciaio saldati ricoperti di tela e compensato, mentre le ali erano di costruzione interamente lignea con rivestimento in compensato. Il sottile profilo alare era rinforzato con filo di acciaio (secondo altre fonti dal 1936 si progettò di utilizzare cantilever).
Il carrello di atterraggio era triciclo posteriore, con le gambe anteriori interamente retrattili (brevetto nº 24994 sviluppato e brevettato dall'ingegner Ciołkosz), con pattino di coda fisso.

### Motore
Monomotore, dotato di vari tipi di propulsore in linea:
- de Havilland Gipsy Twelve a 12 cilindri a V rovesciata, raffreddati ad aria, erogante 420 CV (309 kW), azionante un'elica bipala metallica per il PZL.39.[1] Con questo motore l'aereo raggiungeva una velocità massima di 400 km/h.
- Ranger V-770SS a 12 cilindri a V rovesciata, raffreddati ad aria, che sviluppava 350 CV (258 kW) azionante un'elica bipala metallica per l'LWS-1.[1]
- PZL Foka a 8 cilindri in linea a V invertita, raffreddati ad aria, che forniva 450 CV (331 kW) a 3.800 giri/minuto, nominalmente 420 CV (309 kW) {secondo altre fonti erogava un massimo di 600 CV (441 kW) al decollo), azionante un'elica bipala metallica, per l'LWS-4.[1] Con questo propulsore il rapporto peso: potenza era di 2,44 kg/CV (3,23 kg/kW) e l'aereo raggiungeva una velocità massima di 380 km/h.

### Armamento
L'armamento si basava su due mitragliatrici PWU wz.33 calibro 7,92 mm posizionate nella parte anteriore della fusoliera (secondo altre fonti nelle ali), dotate di meccanismo di sincronizzazione, e sparanti attraverso le pale dell'elica.

## Impiego operativo
Nel giugno 1936 il Comando dell'Aviazione (Dowództwo Lotnictwa) si interessò all'aereo con l'intenzione di usarlo come caccia di scorta a bassa quota e velivolo da addestramento operativo. Il 26 giugno 1936 il colonnello Janusz Beaurain richiese al Capo di Stato Maggiore Generale (Szefa Sztabu Głównego) il permesso di costruire un prototipo designato ufficialmente LWS-4 (PZL.39). Dato che il propulsore nazionale PZL Foka non risultava ancora pronto per l'eventuale installazione sul prototipo si decise di acquistare un motore americano Ranger V-770SS capace di sviluppare 350 CV. Si ipotizzò di iniziare la produzione in serie a partire dal gennaio 1937. Il costo di costruzione dell'aereo venne stimato dalla fabbrica LWS in 135.000 zloty per la cellula, e 50.000 zloty per l'acquisto del propulsore.
Il Capo di Stato Maggiore Generale non prese alcuna decisione in merito alla costruzione del prototipo, ma rinviò la decisione al Comitato degli Affari per gli armamenti e l'equipaggiamento (KSUS).
La riunione del Comitato degli Affari per gli armamenti e l'equipaggiamento (Komitetem do Spraw Uzbrojenia i Sprzętu, KSUS), avvenne il 13 ottobre 1936, e in questa sede fu approvato il piano per la produzione in serie del caccia leggero. Tuttavia il KSUS richiese una velocità massima del velivolo pari a 450 km/h ed un armamento su quattro mitragliatrici. Queste precise condizioni non si verificavano per l'LWS-4. Inoltre, dopo l'incidente del novembre 1936 occorso al prototipo del bombardiere PZL.30/II Bison, l'ingegner Ciołkosz fu rimosso dalla direzione tecnica dell'azienda. In più il motore nazionale PZL Foka non voleva saperne di funzionare correttamente, dando grossi problemi di messa a punto. La direzione della PZL cercò di salvare il progetto adattandolo, nei primi mesi del 1937, all'uso del nuovo motore stellare PZL G-1620 cis Wydra ("Mors" B), di cui era stato avviato il lavoro di sviluppo all'inizio del 1937. Nella primavera dello stesso anno si stava lavorando alla progettazione preliminare della nuova versione del caccia leggero. Il 1º luglio 1937 il velivolo, secondo una relazione inviata allo Stato Maggiore dell'Aeronautica, ricevette la nuova denominazione di LWS-5, da non confondere con la versione idrovolante del bombardiere LWS-6 Żubr. Ogni ulteriore sviluppo del progetto venne abbandonato, molto probabilmente, dopo la metà del 1937, a causa alla decisione della filiale PZL-Wytwórni Silników di sospendere a tempo indeterminato tutti i lavori di progettazione del propulsore PZL G-1620cis Wydra.
Il fallimento della specifica relativa ad un caccia leggero della metà degli anni trenta, che aveva avviato il progetto PZL.39 e ritardato il lavoro di sviluppo del PZL.38 Wilk (quest'ultimo anche a causa di problemi incontrati dal propulsore PZL Foka), alla fine portò alla situazione che nel settembre del 1939 la forza aerea polacca non disponeva di alcun tipo di caccia moderno, né leggero né pesante. La sequenza dei caccia PZL.45 Sokół, PZL.50 Jastrząb, PZL.53 Jastrząb II, PZL.56 Kania e PZL.55 non andò oltre lo stadio della creazione di progetti o prototipi. La specifica per la realizzazione di un caccia non terminò con il PZL.39, ma proseguì con i progetti PZL.45 Sokół, PWS-42 e RWD-25.
Le prime notizie relative al caccia PZL.39 apparvero sulla letteratura polacca solo verso la fine degli anni ottanta, attraverso il lavoro di ricerca del dottor Edward Malak. Non sono ancora noti tutti i dettagli della realizzazione del progetto (o meglio dei progetti), e anche l'aspetto finale di tutte le versioni (in diverse pubblicazioni si trovano solo disegni che riproducono l'aspetto della prima bozza stimata del PZL.39, mentre l'autore Andrzej Morgala offre anche le foto del modello per il tunnel di prova).
Su alcuni documenti del luglio 1938, recentemente rinvenuti, era in programma, da parte della LWS, la produzione di 130 aerei da caccia LWS-4. La produzione in serie dell'aereo doveva iniziare nel gennaio del 1937 e i primi quattro esemplari dovevano essere completati nel mese di aprile dello stesso anno. D'altra parte, nel settembre 1938, era destinata ad entrare in funzione la fabbrica WP PZL 2 di Mielec, che doveva occuparsi della produzione della seconda serie di 80 esemplari, con termine delle consegne alla fine del gennaio 1939.

## Versioni
- PZL.39: dotata di propulsore de Havilland Gipsy Twelve da 420 CV
- LWS-1: dotata di propulsore Ranger V-770 capace di sviluppare 350 CV
- LWS-4: dotata di motore PZL Foka erogante 450 CV
- LWS-5: dotata di motore PZL G-1620 cis Wydra capace di sviluppare 500 CV